# Lemi Williamson
Lemi Williamson (Japans: ウィリアムソン レ ミ) (14 januari 2000) is een Japans langebaanschaatsster.
In 2018 startte Williamson op de WK junioren, waar ze een bronzen medaille behaalde op de 3000 meter en de zilveren medaille op de ploegenachtervolging. Op de World Cup voor junioren in het seizoen 2018/19 behaalde ze in het Poolse  Tomaszów Mazowiecki goud op de 3000 meter. Ditzelfde seizoen eindigde ze op de elfde plaats op de 5000 meter tijdens de WK afstanden in Inzell. Op de WK junioren 2019 werd ze wereldkampioene op de ploegenachtervolging.

## Records

### Persoonlijke records[3]
| Afstand    | Tijd    | Datum            | Baan           |
| ---------- | ------- | ---------------- | -------------- |
| 500 meter  | 42,63   | 25 december 2018 | Obihiro        |
| 1000 meter | 1.24,57 | 5 november 2017  | Obihiro        |
| 1500 meter | 2.01,07 | 9 maart 2018     | Salt Lake City |
| 3000 meter | 4.05,96 | 10 maart 2018    | Salt Lake City |
| 5000 meter | 7.11,46 | 15 november 2020 | Obihiro        |

## Resultaten
| Jaar | WK Afstanden | WK Junioren                                                   |
| ---- | ------------ | ------------------------------------------------------------- |
| 2018 |              | 15e 1500m · 3000m · ploegenachtervolging                      |
| 2019 | 11e 5000m    | 10e 1500m · 06e 3000m · 16e massastart · ploegenachtervolging |